# Güzelyurt, Çameli
Güzelyurt là một xã thuộc huyện Çameli, tỉnh Denizli, Thổ Nhĩ Kỳ. Dân số thời điểm năm 2010 là 978 người.